# یولیا دژیما
یولیا دژیما (اوکراینی: Юлія Валентинівна Джима؛ زادهٔ ۱۹ سپتامبر ۱۹۹۰) ورزشکار دوگانه اهل اوکراین است.